# Siren (песня дуэта Malcolm Lincoln)
«Siren» — песня дуэта Malcolm Lincoln и группы ManPower 4, написанная композитором Робином Юхкенталем. Песня представила Эстонию на конкурсе песни Евровидение 2010. Песню продюсировал Вайко Эплик, который представил Эстонию на конкурсе песни Евровидение 2003 в составе группы Ruffus, и песня зарекомендовала себя в дебютном альбоме Loaded With Zoul.

## Евровидение 2010
В декабре 2009 года песня была отобрана на национальном отборе Eesti Laul 2010, что позволило ей представить Эстонию на конкурсе песни Евровидение 2010.
Malcolm Lincoln выступил в первом полуфинале под 3-м номером, после России и перед Словакией. К этому дуэту присоединилась группа ManPower 4. Песня набрала максимум по 12 баллов (от Финляндии и Латвии), всего 39 баллов, заняв 14-е место из 17.

## Музыкальное видео
Музыкальный видеоклип на песню «Siren» был выпущен в феврале 2010 года. Он был снят режиссёром Ханной Самосон и изображает Робина Юхкенталя, идущего сквозь снежную бурю с головой, полностью покрытой бумажной маской размером больше, чем в жизни.